# Massacre des bananeraies
Le massacre des bananeraies (Masacre de las bananeras), aussi appelé massacre de Ciénaga, ou massacre de Santa Marta a eu lieu dans la ville de Ciénaga au nord de la Colombie, le 6 décembre 1928 lorsqu'un régiment de l'armée colombienne ouvrit le feu sur des travailleurs grévistes de la United Fruit Company.

## Contexte
La United Fruit Company employait en 1925 environ 25 000 travailleurs dans la zone de Santa Marta, dont 5 000 directement et 20 000 par l'intermédiaire de sociétés sous-traitantes. Ces travailleurs étaient affectés tant aux bananeraies proprement dites qu'aux voies ferrées et aux ports que possédait la compagnie. Une partie importante de leur revenu était versée sous forme de bons d'achat (les vales) utilisables uniquement dans les magasins d'United Fruit. Les magasins de la compagnie vendaient ainsi des produits importés des États-Unis, arrivant sur les mêmes bateaux, utilisés au retour, pour l'exportation des bananes, optimisant ainsi l'utilisation des bateaux de la flotte d'United Fruit et reproduisant le système même de l'exploitation coloniale.
Durant les années 1920, les travailleurs créèrent deux syndicats dont l'USTM (Union syndicale des travailleurs du Magdalena), ainsi qu'une coopérative ouvrière, à Ciénaga, dont la vocation était de fournir aux ouvriers des produits de première nécessité à des prix plus avantageux que ceux proposés dans les magasins d'United Fruit. Au milieu des années 1920, sous l'impulsion de l'USTM mais aussi d'autres organisations politiques tel le PSR (Parti socialiste révolutionnaire, devenu en 1930 le Parti communiste colombien), l'activité politique parmi les ouvriers d'United Fruit devint intense. Des personnalités importantes du PSR dont l'emblématique María Cano, la « fleur rouge révolutionnaire » du PSR, se rendirent dans la région afin d'aider les travailleurs à s'organiser.
L'ambiance devint de plus en plus tendue après l'arrestation de plusieurs représentants syndicaux en avril 1928. Le 28 octobre, les ouvriers présentèrent leurs revendications à la direction, les principales étaient la demande d'une augmentation salariale, l'amélioration des conditions de travail, la reconnaissance des droits syndicaux, la fin du système des vales et la fermeture des magasins d'United Fruit. Ces deux derniers points favorisèrent le soutien des commerçants de la région au mouvement, qui étaient également pénalisés par le monopole de fait des magasins de la compagnie bananière.
Le 30 octobre 1928, le gouvernement de Miguel Abadía Méndez édicta une loi limitant les libertés syndicales, loi aux antipodes des revendications des ouvriers de Santa Marta. Cette loi interrompit toute négociation entre les syndicats et la direction d'United Fruit, les dirigeants de la compagnie considérant comme illégales les revendications syndicales.

## La grève et la répression

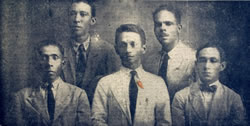
Les principaux représentants du mouvement. De gauche à droite : Pedro M. del Río, Bernardino Guerrero, Raúl Eduardo Mahecha, Nicanor Serrano et Erasmo Coronel. Guerrero et Coronel furent victimes du massacre du 6 décembre 1928.

La grève des travailleurs d'United Fruit débuta le 12 novembre 1928 afin d'obtenir satisfaction pour leurs revendications du 28 octobre. Elle fut suivie par plus de 20 000 travailleurs, paralysant la production, avec le soutien des commerçants locaux qui fournirent de la nourriture aux grévistes[réf. nécessaire]. Durant cette grève, les travailleurs ne furent pas approvisionnés en aliments par les commissaires de l'entreprise américaine, ce qui fit que les chambres de commerce de Ciénaga et de Barranquilla décidèrent d'apporter leur aide afin qu'ils ne manquent pas de nourriture. Après trois semaines de conflit et devant le durcissement du mouvement, la Société des Commerces de Ciénaga retira son appui au mouvement[réf. nécessaire].
Cette grève intervient quelques années seulement après la révolution d'Octobre et l’établissement de l’Union soviétique qui influencent de manière décisive la pensée politique et sociale mondiale de l'époque. Le gouvernement conservateur et la hiérarchie ecclésiastique prennent peur de ce que les médias ne tardent pas à appeler la « subversion bolchévique ».
En 1927, le ministre de la Guerre, Ignacio Rengifo (es) déclarera : « Sous la protection du climat de grande liberté qu’on respire en territoire colombien, un nombre non négligeable de nationaux et d’étrangers font en tout lieu une active et constante propagande communiste de leur propre chef ou comme agents à la solde du gouvernement soviétique. »,
Le 13 novembre 1928, un contingent de 1 500 soldats provenant des régions andines du pays, commandé par le général Carlos Cortés Vargas (es) fut envoyé pour reprendre le contrôle de la situation. Le mouvement prit une tournure insurrectionnelle : au cours du mois de novembre, les grévistes retinrent 26 militaires, qui furent libérés par une opération de l'armée. Le 5 décembre, plus de 4 000 travailleurs se regroupèrent à la gare de Ciénaga. Le gouvernement déclara l'état d'urgence dans les villes de Santa Marta et Ciénaga donnant les pleins pouvoirs au général Cortés Vargas dans tout le département du Magdalena. Ce dernier conservera ces pouvoirs exceptionnels jusqu'au mois de mai 1929.
Dans la nuit du 5 au 6 décembre 1928, le général Cortés Vargas ordonna à la troupe de tirer sur la foule regroupée à la gare. Il expliqua sa décision par le fait qu'il fallait préserver l'autorité dans une situation quasi insurrectionnelle et mettre fin à la répression afin d'éviter une intervention nord-américaine. Le nombre de victimes fit l'objet de controverses. Il s'établirait entre neuf selon le général Cortés Vargas, jusqu'à plus de 1 000 selon le rapport de l'ambassadeur des États-Unis en Colombie adressé au Département d'État. Le représentant gréviste Alberto Catrillón et le politicien Jorge Eliécer Gaitán évaluèrent également à plus de 1 000 le nombre de victimes. Les estimations les plus fiables se situeraient entre 60 et 75 victimes.
Des rumeurs faisaient état de trains partant remplis de corps vers la mer et revenant vides, ce qui inspira l'écrivain Gabriel García Márquez pour un des épisodes de son chef-d'œuvre Cent ans de solitude où il met en scène le massacre des bananeraies, décrivant une véritable noria de trains.

## Fin de la grève
Cette répression violente entraîne la fin de la grève. Après une négociation rapide, les travailleurs sont contraints d'accepter une forte réduction de leurs salaires. Par la suite, de nombreux travailleurs sans emploi décident de se réfugier à Barranquilla afin de bénéficier de meilleures conditions de vie et de travail. L'événement connaît un important retentissement médiatique et politique en Colombie. Le 18 juillet 1929, Jorge Eliécer Gaitán, une personnalité du Parti libéral, décide de se rendre dans la zone bananière pour une durée de dix jours, afin de mettre en lumière les évènements qui s'y sont déroulés. Il y effectue plus d'une centaine d'entrevues avec des ouvriers et des habitants de la zone, prend des photographies de cadavres sans sépulture et des dégâts commis à Ciénaga, qui avaient été alors attribués aux grévistes. Cependant, selon les recherches de Gaitán, ils auraient été faits par les troupes du général Cortés Vargas, selon ses ordres. De retour à Bogotá, il dénonce du 3 au 6 septembre 1929 le massacre et les injustices commises à Ciénaga par le gouvernement et l'armée nationale.
Cette dénonciation se transforme en débat public sur l'opportunité d'ouvrir le feu sur des grévistes désarmés contre le gouvernement de Miguel Abadía Méndez et l'armée nationale. Les débats, qui se déroulent dans la Chambre des représentants pendant deux semaines, permettent d'obtenir la libération de plusieurs ouvriers ainsi qu'une reconnaissance pour les veuves et les orphelins des travailleurs assassinés. En dénonçant le massacre des bananeraies, Gaitán parvient à gagner la reconnaissance nationale, devenant une figure politique populaire qui œuvre en faveur des intérêts des travailleurs. Il augmente le sentiment d'opposition de la population face au parti conservateur, définissant le gouvernement conservateur de l'époque comme une « marionnette du capitalisme américain » qui tue ses propres citoyens au profit d'investisseurs étrangers.